# Oskar von Watter
Oskar Walther Gerhard Julius Freiherr von Watter (2 de septiembre de 1861 en Ludwigsburg-23 de agosto de 1939 en Berlín) fue un Teniente General alemán que provenía de una antigua familia noble pomerana.

## I Guerra Mundial
En abril de 1913 von Watter tomó el mando de la 10.ª Brigada de Artillería de Campo, que mantuvo hasta el 3 de marzo de 1915. Con esta fuerza, el General von Watter tomó parte en los primeros combates de la I Guerra Mundial en Francia. Subsiguientemente, asumió el control de la 54.ª División de Infantería, que comandó hasta el 5 de marzo de 1918. Esta división fue inicialmente desplegada también en Francia, pero después fue enviada a luchar en el frente oriental en el río Narew, y a partir de septiembre de 1915 volvió de nuevo al frente occidental. El 23 de diciembre de 1917 se le concedió la Pour le Mérite por valor militar. Hasta el 11 de noviembre de 1918 fue comandante del XXVI Cuerpo de Reserva. Unos pocos días antes del fin de la guerra, el 3 de noviembre de 1918, se le concedieron las hojas de roble de la "Pour le Mérite" (significando una segunda condecoración).

## Postguerra
Según las órdenes del gobierno del Reich, unidades del Reichswehr y Freikorps bajo el mando de von Watter marcharon sobre la región del Ruhr el 2 de abril de 1920 y reprimieron el levantamiento del Ruhr que estaba teniendo lugar. Después de que fusilamientos extrajudiciales dieran lugar a más de mil muertos, el 12 de abril de 1920 von Watter emitió la orden de que a partir de entonces se abordaría el "comportamiento ilegal", nueve días después de que el presidente del Reich Friedrich Ebert hubiera prohibido los juicios sumarísimos que se estaban dando lugar.
A iniciativa suya, al sur del castillo de Horst en Essen en 1934 se erigió un monumento en memoria de los soldados del Freikorps muertos en 1920 durante la represión del Levantamiento del Ruhr.
Von Watter murió el 23 de agosto de 1939 en Berlín y fue enterrado en el Cementerio de los Inválidos.